# 오엘
오엘(본명: 김지혜, 1987년 ~)은 대한민국의 안무가이다. 빅뱅의 백댄서로 주로 활약했으며 보아, 세븐, 엄정화, MC몽, 간미연 등의 무대에서 춤을 춘 경력이 있다.

## 생애
2010년 7월 10일 방송된 MBC '쇼! 음악중심'에서 태양의 'I Need A Girl' 무대에서 태양의 볼에 키스를 하는 퍼포먼스를 선보여 '태양의 그녀'라는 별명과 함께 뜨거운 관심을 받았다. 이와 관련된 인터뷰에서 태양은 오엘과는 친분이 있는 사이라고 하였으며, 오엘이 예쁘기는 하지만 자신의 타입은 아니라며 자신의 입장과 이상형을 밝혔다.

## 출연

### 뮤직비디오
- 2007년 《레드락》- Hello
- 2008년 《태양》- 나만 바라봐
- 2008년 《빅뱅》- Number 1
- 2010년 《태양》- I Need A Girl
- 2011년 《간미연》- 파파라치

## 경력
- 댄스팀 '크레이지' 백댄서